# 알비세 조반니 모체니고
알비세 조반니 모체니고(Alvise Giovanni Mocenigo, 1701년 5월 19일~1778년 12월 31일)는 알비세 4세 모체니고(Alvise IV Mocenigo)로도 알려져 있으며, 1763년 4월 19일부터 사망할 때까지 베네치아의 제118대 도제(총독)를 지냈다.

## 정치 경력
모체니고는 성직자들의 특권을 제한했으며, 이로 인해 교황 클레멘스 13세와 심각한 갈등을 빚었다.
그는 경제를 활성화하기 위해 트리폴리, 튀니지, 모로코, 러시아 제국, 그리고 미국과 중요한 통상 협정을 맺었다.
모체니고는 1739년에 귀족 출신의 피사나 코르나로(1769년 사망)와 결혼했으며, 1771년에는 폴리세나 콘타리니 다 물라(Polissena Contarini Da Mula)와 재혼했다. 그는 1778년 12월 31일에 사망하여 산티 조반니 에 파올로 성당에 안장되었다.

## 같이 보기
- 모체니고가